# Агриппа (герб)
Абгри́ппа (пол. Agryppa) — польський шляхетський герб, різновид гербу Дембно.

## Опис
У червленому полі срібний хрест, у якому супроводжується в нижньому лівому куті зломлений скороченим поясном того самого металу (лекавиця). У нашоломнику страусине пір'я. 

## Історія
Вперше герб згадується на печатці XVI століття, представленій в Незнаній шляхті польській і її гербах Віктора Віттиґа. 

## Роди
Оскільки герб є власним гербом, то ним користувався лише один рід:
- Агриппи (пол. Agryppa, Agrippa).